# Sanabria fuscescens
Sanabria fuscescens är en insektsart som beskrevs av Walker, F. 1869. Sanabria fuscescens ingår i släktet Sanabria och familjen vårtbitare. Inga underarter finns listade i Catalogue of Life.